# Zorotypus juninensis
Zorotypus juninensis är en jordlusart som beskrevs av Engel 2000. Zorotypus juninensis ingår i släktet Zorotypus och familjen Zorotypidae. Inga underarter finns listade i Catalogue of Life.